# Обычное международное право
Обычным международным правом называют различные аспекты международного права, которые исходят из правовых обычаев. Правовой обычай рассматривается учёными-юристами и Международным судом ООН в качестве одного из основных источников международного права. В случае если таковые не имеют противоправного содержания.
Подавляющее большинство государств в мире признают принцип о существовании обычного международного права, хотя существует множество различных мнений о том, какие нормы в нём содержатся. В последние годы активно обсуждается вопрос о значении обычного международного права для построения архитектуры глобальной безопасности.

## Признание обычного международного права
Статут Международного суда ООН определяет нормы обычного международного права в статье 38(1)(b) как «свидетельство о всеобщей практике, признанной в качестве правовой нормы.» Нормы обычного международного права определяются через общую правовую практику государств, а также посредством того, что конкретные государства признают в качестве правовой нормы.
Существует несколько различных видов обычного международного права, которые признаются государствами. Некоторые нормы обычного международного законодательства находятся на уровне jus cogens (императивной формы), поскольку они были признаны международным сообществом в качестве неотъемлемых прав, в то время как другие нормы обычного международного права могут быть применимы только для небольшой группы государств. Государства обычно связаны с обычным международным правом независимо от того, являются ли такие нормы кодифицированным в национальном законодательстве или же они были сформулированы в рамках международных договоров.

### Jus cogens
Императивная норма (которая также называются jus cogens, с лат. ― «принудительный закон») является основополагающим принципом международного права, который принимается международным сообществом государств в качестве такой нормы, отступление от которой никоим образом не дозволяется. Эти нормы являются производными от принципов естественного права, и поэтому любые другие нормы, вступающие с ними в противоречие, должны быть признаны недействительными. Примерами являются различные международные преступления, будь то рабовладение, применение пыток, геноцид, агрессивная война или прочие преступления против человечества. Все эти действия при любых обстоятельствах являются нарушениями обычного международного права.
Нормы jus cogens и нормы обычного международного права не являются взаимозаменяемыми. Все нормы jus cogens становятся нормами обычного международного права посредством их утверждения государствами, но не все нормы обычного международного законодательства находятся на уровне императивных норм. Государства могут отступать от таких норм обычного международного права путём заключения договоров и принятия законов, которые противоречат этим нормам, но императивные нормы отступлений не терпят.

## Кодификация международного обычного права
Некоторые нормы международного обычного права являются кодифицированными посредством договоров и на уровне национальных законодательств, в то время как другие признаются только в качестве обычного права.
Законы и обычаи войны, также известные как jus in bello, длительное время входили в разряд обычного права, прежде чем были кодифицированы в Гаагских конвенциях 1899 и 1907 годов, в Женевских конвенциях и в ряде других договоров. Однако эти Конвенции не претендуют на то, что согласно им должны регулироваться все вопросы, которые могут возникнуть в ходе войны. Статья 1(2) Дополнительного Протокола I Женевских конвенций определяет, что обычное международное право регулирует те правовые вопросы, касающиеся вооруженных конфликтов, которые не являются охваченными другими договорами.

### Отсутствие ратификации как согласие с нормами
Как правило, все суверенные государства должны подтверждать своё обязательство об исполнении конкретного договора или правовой нормы. Однако нормы международного обычного права имеют столь широкое распространение по всему миру, что поэтому государства становятся связанными ими без их ратификации. Достаточно лишь того, чтобы государства не заявляли прямо об отказе от их исполнения. В случае отказа государства перестают быть связанными этими нормами, если только они не являются императивными.

## Международный суд ООН
Статут Международного суда ООН признает существование норм обычного международного права в статье 38(1)(b), которая гласит, что «Суд ... применяет международный обычай как доказательство всеобщей практики, признанной в качестве правовой нормы».
международное право «... включает в себя правовые нормы, вытекающих из последовательных взаимоотношений государств, которые строятся на основании убеждения о том, что закон требует того, чтобы они действовали таким образом». Следовательно, можно выделить три признака обычного международного права: широко распространённое повторное принятие государствами сходных международных актов с течением времени (государственная практика); акты должны происходить из соображения обязательства (opinio juris); акты должны быть одобрены значительным числом государств и не быть отклонены значительным числом государств. Иными словами, нормы обычного международного права представляют собой консенсус среди государств относительно принятых правил их взаимоотношений.
По решению Международного суда ООН во время процесса Никарагуа против Соединенных Штатов было постановлено, что одним из элементов обычного международного права является opinio juris (убеждение, что действие было совершено государством в силу юридического обязательства), существование которого было подтверждено посредством существующей государственной практики.

## Двусторонние и многосторонние нормы обычного международного права
Нормы обычного международного права могут признаваться как и только лишь между двумя государствами в двустороннем порядке, так и в многостороннем, что подразумевает их признание в более крупном масштабе вплоть до мирового. Региональные обычаи в международных отношениях могут стать нормами обычного международного права в данных регионах, но не могут стать таковыми для государств, находящихся за пределами региона. Существование двустороннего обычного права было признано Международным судом ООН во время разбирательства дела о Праве прохода через территорию Индии. В случае между Португалией и Индией суд не нашел «никаких причин, по которым долго продолжавшаяся практика между двумя государствами, принятая ими и регулирующая их отношения, не могла бы служить основой для взаимных прав и обязанностей между двумя государствами».

## Другие нормы обычного международного права
К примерам других норм обычного международного права относятся принципы невысылки и иммунитета иностранных глав государств, находящихся в другой стране с визитом. Совет Безопасности ООН в 1993 году подтвердил статус Женевских конвенций в качестве норм международного обычного права, поскольку в настоящее время они действительно превратились в таковые. Если какой-либо договор или закон был назван в качестве нормы обычного международного права, то тогда те стороны, которые еще не ратифицировали данный договор, всё равно будут обязаны соблюдать его положения.